# Этиоляция

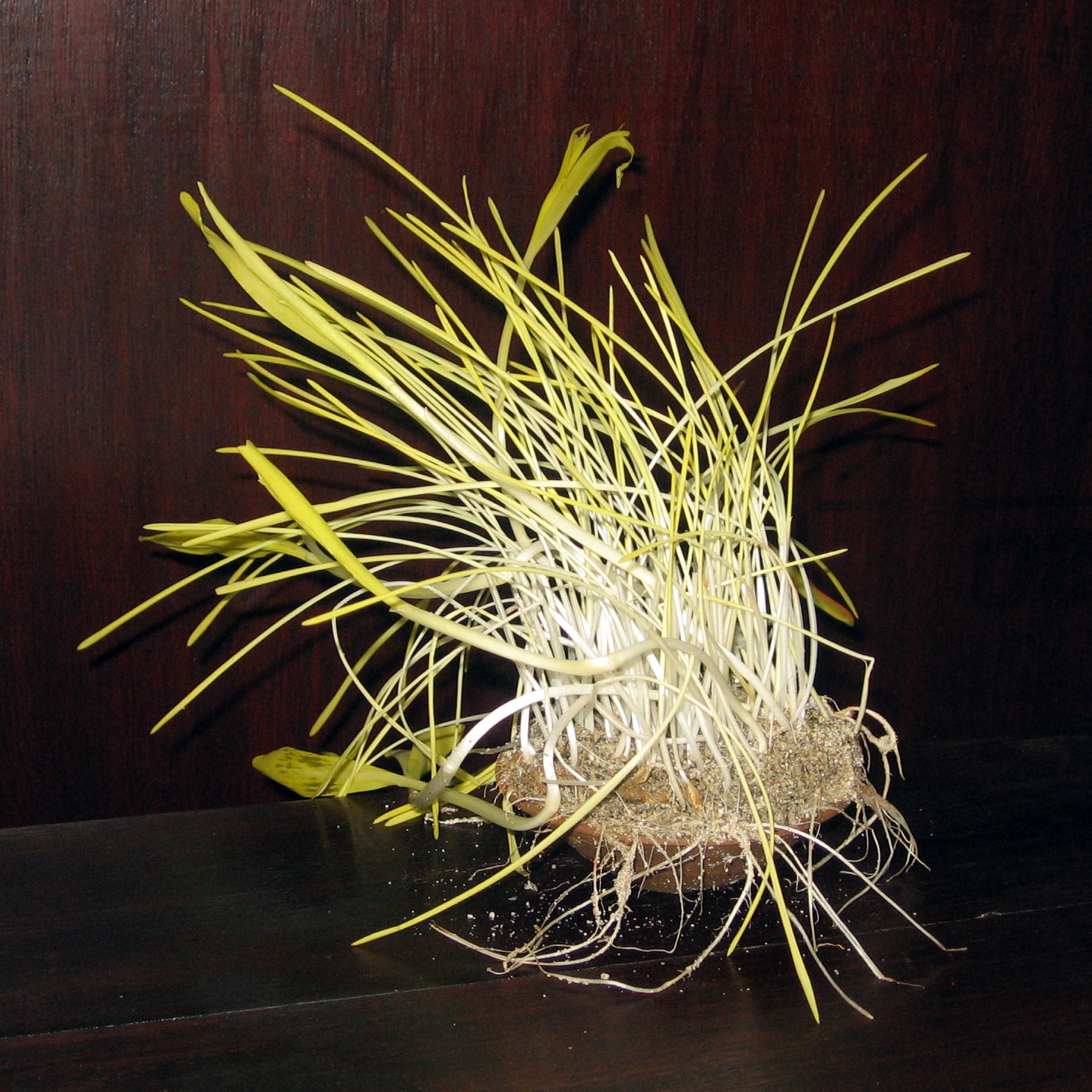
Этиолированные проростки ячменя

Этиоляция, этиолизация (от фр. étioler — делать чахлым, хилым) — совокупность изменений, наблюдаемых у растений при недостатке или полном отсутствии освещения.

## Признаки этиоляции

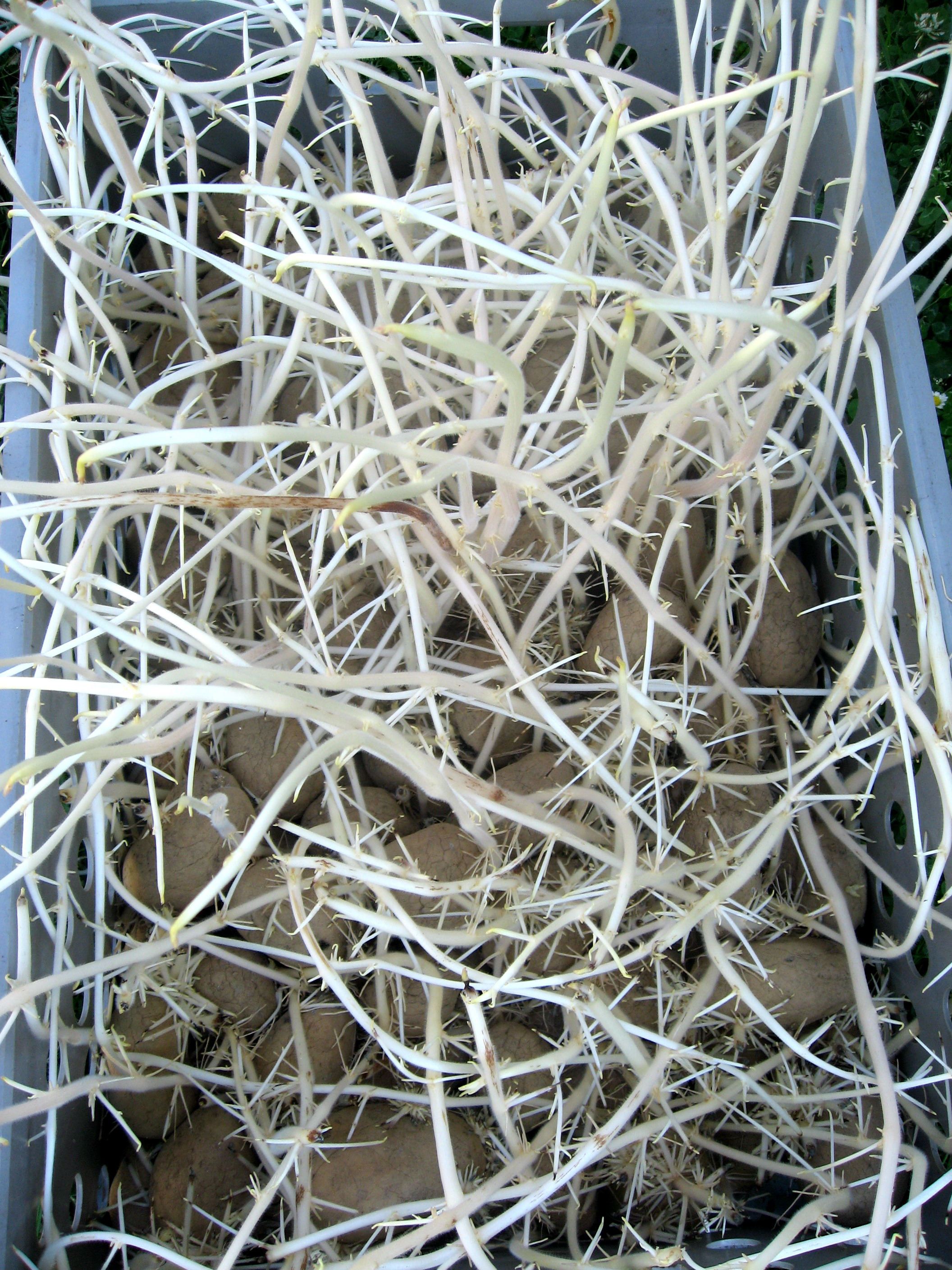
Этиолированные побеги картофеля

Этиолированные растения отличаются аномально бледной (белой или желтоватой) окраской, поскольку в них отсутствует зелёный пигмент хлорофилл. Этот пигмент не только не может образовываться в отсутствие света, но и разрушается при длительном пребывании растения в темноте.
Другими характерными особенностями являются слаборазвитые листья, вытянутые междоузлия и тонкие слабые стебли, часто неспособные стоять вертикально. Обилие фитогормонов, в частности ауксинов, в тканях этиолированного растения способствует растяжению клеток, а недостаток лигнина ведёт к слабому развитию механической и приводящей тканей. По совокупности признаков этиоляцию легко отличить от хлороза, вызываемого недостатком железа.
Этиоляцию можно наблюдать при хранении в темноте клубней картофеля: в этих условиях он образует тонкие, длинные, бледноокрашенные, лишённые хлорофилла побеги.

## Причины и следствия

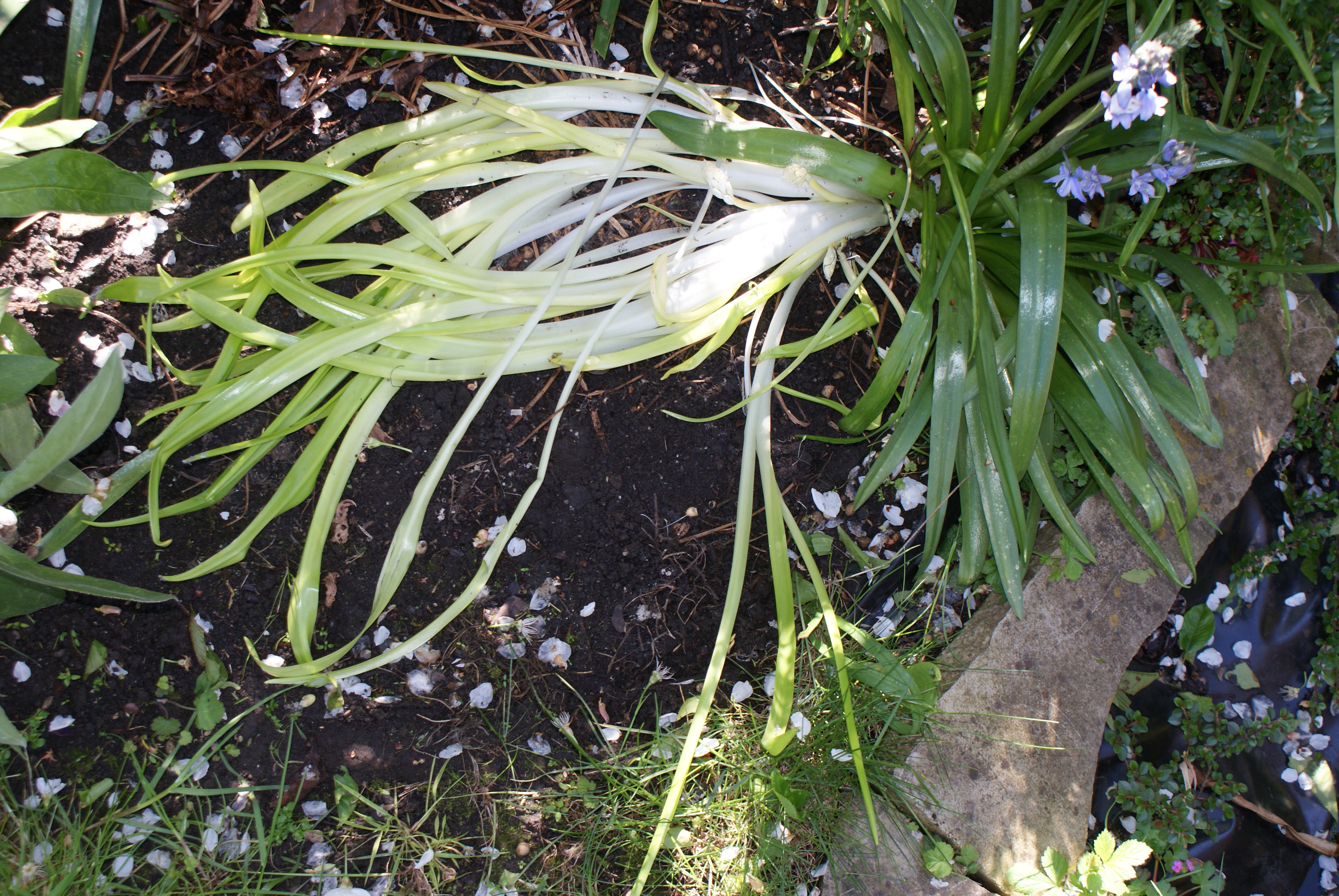
Этиолированный гиацинтоидес испанский

В естественных условиях этиоляция может возникать при чрезмерном затенении соседними растениями. Так, лианы, растущие в тропических лесах под кронами деревьев, имеют длинные слабые стебли, что может считаться признаком этиоляции. Частичная этиоляция наблюдается у однолетников, развивающихся под пологом многолетних растений.
В полевых условиях причиной этиоляции становится слишком густая посадка или слишком частый посев сельскохозяйственных культур, а также чрезмерное затенение защитными щитами либо близкорасположенными деревьями.
Этиоляции подвержены комнатные растения, страдающие от недостатка солнечного света. Количество света, необходимое растению, зависит от вида: если теневыносливые способны обходиться скудным освещением, то светолюбивым необходим более сильный свет. Поэтому при одинаковой продолжительности и интенсивности освещения степень этиоляции неодинакова у разных растений.

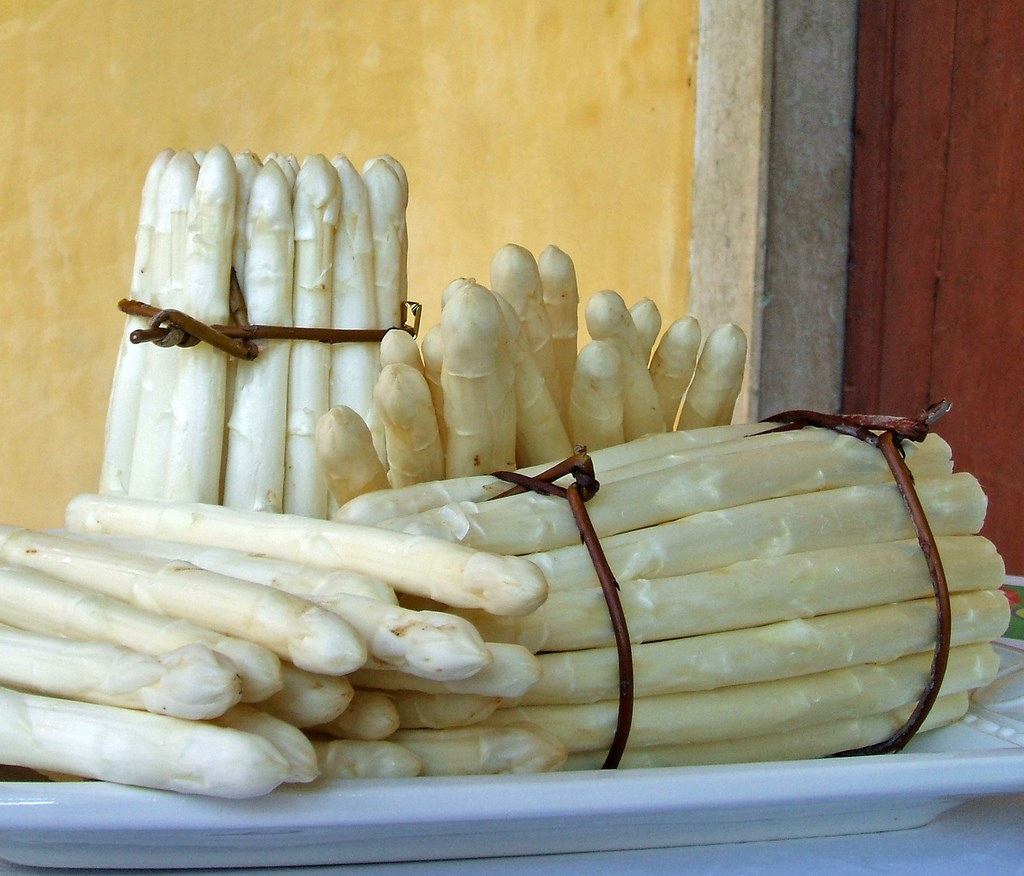
Подземные побеги спаржи, употребляемые в пищу

В природе этиоляция целесообразна постольку, поскольку она способствует развитию растения, ускоряя рост побега по направлению к свету или достижение ростком поверхности земли при прорастании семян. Таким образом, её можно считать своего рода приспособлением для максимально быстрого выноса надземной части растения на свет. Однако при световом голодании взрослого растения этиоляция негативно сказывается на его развитии, приводя к ослаблению репродуктивной функции, понижению содержания гормонов и витаминов в тканях и резкому ослаблению иммунитета. У сельскохозяйственных культур этиоляция вызывает полегание, что в свою очередь ведёт к снижению урожайности. Вместе с тем у овощных растений этиолированные органы употребляются в пищу: внутренние листья кочанов капусты, луковицы разнообразных луковичных растений, подземные побеги спаржи и т.д.

## Методы устранения
При достаточном освещении у растений быстро возобновляется процесс фотосинтеза, и они вновь становятся зелёными; происходит деэтиоляция. Оранжерейным и комнатным растениям для этой цели можно обеспечивать дополнительную подсветку; в комнатном цветоводстве применяются так называемые «световые санатории» — закрытые конструкции с подсветкой сверху, в которых свет не рассеивается, а весь попадает на растение. Для сельскохозяйственных культур важно своевременное прореживание.